# Hunt Saboteurs Association
A Hunt Saboteurs Association (HSA) é uma organização do Reino Unido fundada em 1963 que usa a sabotagem à caça como um meio de ação direta para impedir a caça à raposas.

## História

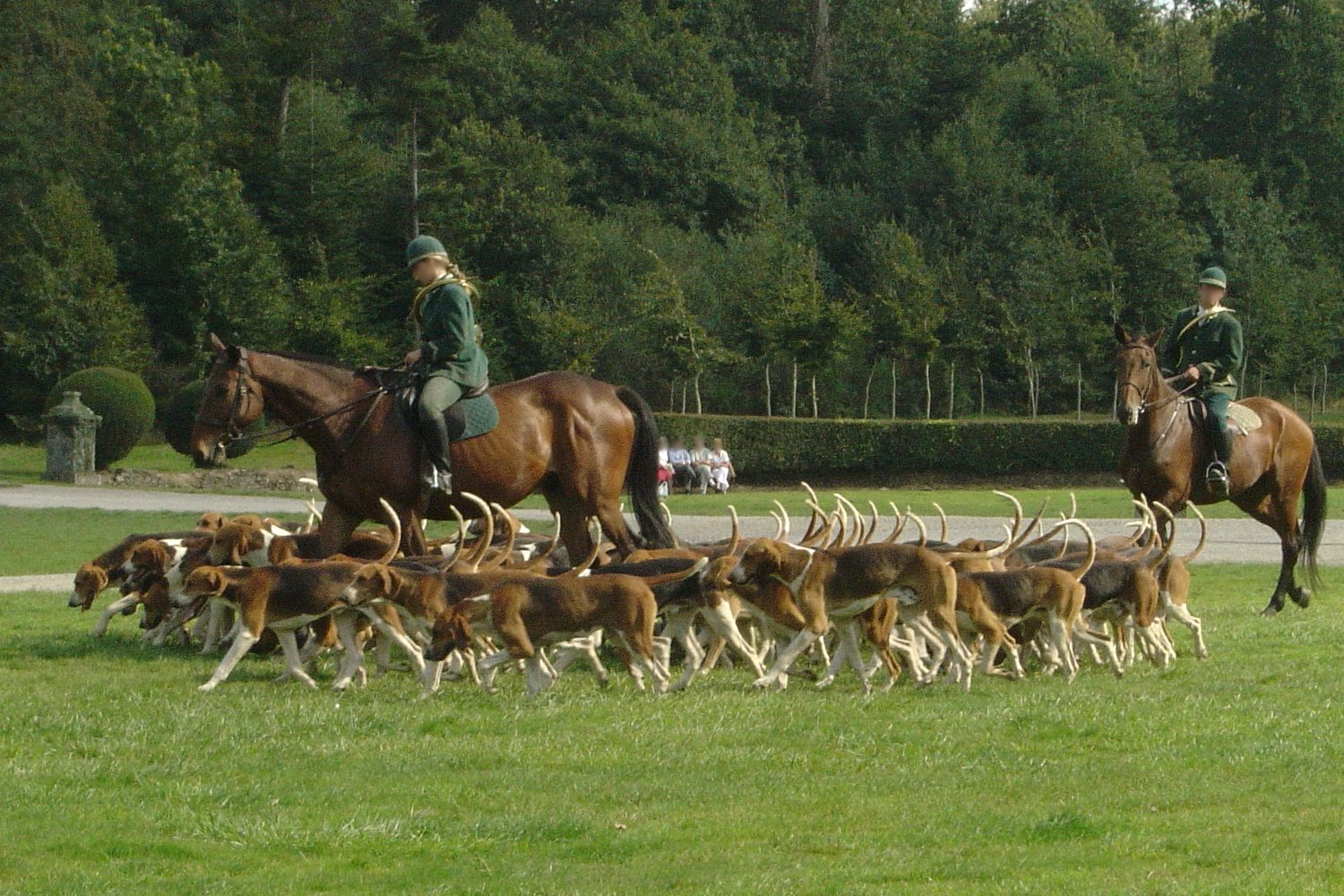
Um típico grupo de caça à raposa (como os citados Devon and Somerset Staghounds)

Em 1964, John Prestige fundou a Hunt Saboteurs Association em Brixham, Inglaterra, depois de ser designado para reportar os Devon and Somerset Staghounds (um conhecido grupo de caça britânico), onde "ele testemunhou os caçadores levarem um cervo a uma vila e matá-lo". Projetada para "se opor violentamente aos esportes sangrentos", a HSA evitou as reformas parlamentares e, em vez disso, foi diretamente ao campo de caça para fazer tudo o que pudesse para impedir a matança da vida selvagem britânica. "Dentro de um ano, grupos da HSA apareceram em toda a Inglaterra: Devon, Somerset, Avon, Birmingham, Hampshire e Surrey. Ronnie Lee, fundador do grupo de direitos dos animais Band of Mercy (e mais tarde o Animal Liberation Front), iniciou seu ativismo dentro de um grupo da HSA em Luton, Inglaterra. A HSA agora opera em toda a Europa e América do Norte.

## Táticas
A HSA usa táticas como: trompas de caça e assobios para desviar os cães de caça, pulverizar perfume de caça, colocar trilhas falsas e trancar portões para interferir no progresso de uma caçada. Em meados dos anos 90, os membros usaram um "dispositivo" (um toca-fitas portátil conectado a um megafone ou outro equipamento portátil de amplificação) para tocar o sons de cães chorando, fazendo com que os cães parassem de perseguir. Estes são exemplos de "táticas de ação direta não violentas".
A HSA se expandiu para a Europa, Estados Unidos e Canadá e adaptou suas táticas, dependendo do tipo de caça que está sendo interrompida. Atualmente a HSA interrompe rotineiramente caças de veados, raposas, aves aquáticas, perus, visons e de lebres, além de pesca à linha e outros tipos de pesca. Como resultado, vários estados aprovaram leis proibindo a interrupção das atividades legais de caça.[carece de fontes?]

## Controvérsia
Sabotadores de caça foram gravemente feridos após confrontos com caçadores. Um ato de ordem pública foi criado para ajudar a controlar os membros da HSA em propriedades privadas. A Parte V da Lei de Justiça Criminal e Ordem Pública de 1994 (Criminal Justice and Public Order Act 1994, CJPOA), Seção 68 (1), cobriu transgressões coletivas e incômodos em terras privadas e incluiu seções contra delitos e outras seções contra transgressões disruptivas, posseiros e campistas não autorizados. Esta transgressão foi criada em conexão principalmente à invasão por sabotadores de caça, inclusive dando aos policiais o poder de solicitar os ocupantes de terra para sair a pedido do dono da mesma, se duas ou mais pessoas que estiverem invadindo a terra e estiverem presentes com o objetivo comum de residir lá por qualquer período ou se: qualquer uma dessas pessoas tenha causado danos à terra ou à propriedade na terra ou usado palavras ou comportamentos ameaçadores, abusivos ou ofensivos contra o dono, um membro de sua família ou um empregado ou agente dele, ou se essas pessoas tenham entre elas seis ou mais veículos em terra. O policial pode instruir essas pessoas, ou qualquer uma delas, a deixar a terra e remover quaisquer veículos ou outras propriedades que tenham com elas na terra.
O Ato também criou o crime de transgressão agravada que foi formada (em parte) para dar outro poder policial sobre os ativistas da HSA: "uma pessoa comete o delito de transgressão agravada à terra ao ar livre e, em relação a qualquer atividade legal em que as pessoas se envolvam ou estejam prestes a se envolver nessa terra adjacente ou ao ar livre, faça alguma coisa que se destina a ele ter o efeito: a) de intimidar essas pessoas ou qualquer uma delas para impedir que elas ou qualquer uma delas se envolvam nessa atividade; b) obstruir essa atividade; ou c) interromper essa atividade".